# Пинкер, Стивен
Сти́вен Пи́нкер (англ. Steven Pinker; род. 18 сентября 1954, Монреаль) — канадско-американский учёный и популяризатор науки, специализирующийся в области экспериментальной психологии, психолингвистики и когнитивных наук. Именной профессор Гарварда, член Национальной академии наук США (2016). Стал известен благодаря своей защите эволюционной психологии и вычислительной теории разума. Академическая специализация — визуальное восприятие и развитие речи у детей.
Однако ещё больше Пинкер известен как автор бестселлеров для широкой аудитории. В научно-популярных книгах он доносит идею о том, что язык, на котором мы говорим, является «инстинктом» или биологической адаптацией, сформированной естественным отбором. В книге «Чистый лист: Природа человека. Кто и почему отказывается признавать её сегодня» (2002) он критикует тезис Tabula rasa о том, что личность человека строится исключительно на его опыте и не имеет врождённых факторов, не выдерживающий современной научной критики.
В книге «Лучшее в нас. Почему насилия в мире стало меньше» (2011) Пинкер аргументирует, почему насилие в человеческих обществах на протяжении истории шло на спад несмотря на то, что из-за чрезмерного освещения отдельных случаев насилия в СМИ нам может показаться, что происходит обратное. В книге «Просвещение продолжается» (2018) он демонстрирует, что условия жизни людей улучшаются какой бы показатель мы не взяли всю новейшую историю, а также указывает на причины этих улучшений: разум, науку и гуманизм. Природа и важность разума обсуждается в его следующей книге «Рациональность: Что это, почему нам её не хватает и чем она важна» (2021).

## Биография

### Карьера
Стивен Пинкер родился в Монреале в семье евреев — выходцев из Польши и Бессарабии, поселившихся в Канаде в 1926 году. Получил докторскую степень в Гарварде в 1979 году. Год занимался исследованиями в Массачусетском технологическом институте (MIT), затем вернулся в Гарвард. С 1982 по 2003 год преподавал в департаменте Мозга и когнитивных наук в MIT, и в конце концов стал директором Центра когнитивных нейронаук (кроме одного учебного 1995/1996 года, проведённого в Университет Калифорнии, Санта Барбара).
В 2004 году журналом Time был назван одним из 100 наиболее влиятельных учёных и мыслителей в мире. Журнал Foreign Policy в 2010 году также включил его в список 100 мыслителей.
Он дважды являлся финалистом Пулитцеровской премии, в 1998 и 2003 году.
Был отмечен также наградой Сагана (2018).

### Личная жизнь
Пинкер женат на писательнице Ребекке Голдстейн. Это его третий брак, однако своих детей у него нет.
В одном из интервью Пинкер сказал, что никогда не был религиозен в теологическом смысле, после того как стал атеистом в 13 лет, но в различные периоды серьёзно занимался еврейской культурой. Его политические взгляды были близки к анархистским, но после беспорядков в Монреале в 1969 году он в них разочаровался.

## Теория языка и разума
Пинкер известен своей теорией усвоения языка, исследованиями синтаксиса, морфологии и значения глаголов, а также критикой коннективистских моделей языка. В своей книге «Язык как инстинкт» (1994) он популяризирует работы Ноама Хомского о врождённых способностях сознания к языку, с тем различием, что, с точки зрения Пинкера, эта способность сформировалась как адаптация при помощи естественного отбора, а не является побочным продуктом эволюции. Он также поддерживает идею о комплексной человеческой природе, состоящей из множества адаптивных способностей разума. Другой важной идеей Пинкера является то, что человеческое сознание отчасти работает при помощи комбинаторной манипуляции символами, что расходится со многими коннективистскими моделями.

## Публичные дебаты
Стивен Пинкер является частым участником публичных дебатов на тему вклада науки в современном обществе. Социальными комментаторами являются такие личности, как Эд Уэст, автор книги «Иллюзия разнообразия» (от англ. The Diversity Illusion), считают[кто?] Пинкера смелым из-за его готовности противостоять табу[каким?], как в «Чистом листе» (от англ. The Blank Slate). Эта доктрина[какая?], пишет Эд Уэст, оставалась принятой «как факт, а не фантазия». Пинкера называют «одной из самых ярких и противоречивых фигур» в области вопросов человеческого насилия (в El País в 2016), после публикации им книг The Blank Slate и The Better Angels of our Nature.